# Ривервју (Мичиген)
Ривервју (Мичиген) (енгл. Riverview) град је у америчкој савезној држави Мичиген. По попису становништва из 2010. у њему је живело 12.486 становника.

## Демографија
Према попису становништва из 2010. у граду је живело 12.486 становника, што је 786 (5,9%) становника мање него 2000. године.
| Група             | 2000.          | 2010.          |
| Белци             | 12.227 (92,1%) | 11.233 (90,0%) |
| Афроамериканци    | 276 (2,1%)     | 389 (3,1%)     |
| Азијати           | 249 (1,9%)     | 196 (1,6%)     |
| Хиспаноамериканци | 327 (2,5%)     | 512 (4,1%)     |
| Укупно            | 13.272         | 12.486         |